# Patricia Katona
Patricia Katona (née Guillaume le 7 août 1960 à Bonnemain) est une athlète française, spécialiste du lancer du disque, licenciée à l'ASPTT PARIS, puis au RACING CLUB DE FRANCE

## Vie privée
Mariée à Sandor Katona (lanceur de disque) de 1983 à 1987. Un fils Christopher né en 1985 joueur de golf

## Palmarès
```
* Le 
21 avril 1984
, à 
Szentes
, Patricia Katona améliore le 
record de France du lancer du disque
 avec la marque de 
59,04 
m
[
1
]
. Ce record sera battu en 1991 par 
Agnès Teppe
.
* Participation à 19 Championnats de france dont 10 podiums 
```

- Elle est sacrée championne de France du lancer du disque en 1989[2].

```
* 15 Sélections en Equipe de France de 1981 à 1994
```